# Мёрдок, Сара
Са́ра Мёрдок (англ. Sarah Murdoch), в девичестве — О'Хар (англ. O'Hare; 31 мая 1972, Лондон, Англия, Великобритания) — британская актриса, кинопродюсер, фотомодель и телеведущая.

## Биография
Сара О'Хар родилась 31 мая 1972 года в Лондоне (Англия, Великобритания). С 1999 года замужем за Лахланом Мёрдоком. У супругов есть трое детей, два сына и дочь — Кэлан Александр Мёрдок (род.09.11.2004), Эйдан Патрик Мёрдок (род.06.05.2006) и Эйрин Элизабет Мёрдок (род.12.04.2010).

## Карьера
Начала карьеру в 1989 году. Вела 5—7 сезоны реалити-шоу «Топ-модель по-австралийски».